# 乔瓦尼·雷焦
乔瓦尼·雷焦（義大利語：Giovanni Reggio，1888年12月12日—1972年12月22日），意大利男子帆船运动员。他曾代表意大利参加1928年、1936年和1948年夏季奥林匹克运动会帆船比赛，获得一枚金牌。